# Joop Boer
Joop Boer (Den Haag, 19 september 1945 – De Steeg, 25 oktober 2019) was een Nederlands energiedeskundige, activist en biologische boer.

## Jeugd
Joop Boer werd geboren in Den Haag en groeide in Drenthe op in een streng en streng gelovig (Nederlands Hervormd) en zuinig gezin met 6 kinderen. Tot zijn tiende woonde hij in Drenthe. Op 10-jarige leeftijd verhuisde hij naar Rotterdam. Daar miste hij het buitenleven en besloot een opleiding te volgen aan de middelbare landbouwschool. Bij gebrek aan een eigen boerderij werkte hij enige tijd als boerenknecht in zijn geliefde Drenthe, maar omdat hij moeite had in opdracht te werken, besloot hij terug te keren naar de schoolbanken om boswachter te worden. De dood van zijn moeder gooide roet in het eten. In plaats van op een bosbouwstudie richtte hij zich enige jaren op kortdurende baantjes, het huishouden en de zorg voor zijn jongere broertjes.

## Kernenergie en biologie
Volgens het door Joop Boer in 2006 gegeven interview aan NRC Handelsblad mat hij zich na een periode van reizen en een bijna-doodervaring op 23-jarige leeftijd een andere levensstijl aan. Deze uiterst sobere stijl zou hij zijn hele leven volhouden. Zijn reizen leverden hem het inzicht op dat je met weinig geld goed kunt leven. Zijn bijna-doodervaring vond plaats nadat hij tijdens het oogsten in een Israëlische boomgaard een zware elektrische schok kreeg toen zijn metalen ladder een elektriciteitsleiding raakte en hij een ernstige val maakte; deze gebeurtenis gaf hem het inzicht dat veel problemen in de wereld schijnproblemen zijn. Na hulp van een vooruitstrevende dominee leerde hij bovendien zijn ervaringen te bespreken met anderen, hetgeen zijn leven wat lichter maakte.
Hij besloot een gymnasium–opleiding te volgen, en daarna theologie of filosofie te gaan studeren. Het werd biologie, in Groningen. Tijdens zijn studie werd hij actief binnen de studentenbeweging en de antikernenergiebeweging. Hij bekwaamde zich ten minste evenzeer in energievraagstukken als in de biologie, met als gevolg dat hij geregeld publiceerde over energie maar uiteindelijk zijn studie biologie niet afrondde. Vanwege zijn energiedeskundigheid werd hij vaak gevraagd om advies. Deze adviesrol vervulde hij bijvoorbeeld gedurende de Brede Maatschappelijke Discussie over kernenergie waar hij de Milieufederatie Groningen bijstond en vertegenwoordigde, samen met onder anderen Klarissa Nienhuys en Herman Damveld. Later werkte hij bij energie-informatiecentrum WISE. Ondertussen bleef hij een prominent anti-kernenergieactivist die meedeed aan de meeste grote anti-kernenergie- en anti-kernwapenacties in de jaren 70 en 80. Hij was tevens actief in het zogenaamde Zoutkoepeloverleg, waarin lokale groepen uit Drenthe en Groningen samenwerkten om proefboringen met het oog op opslag van kernafval in zoutkoepels tegen te gaan. Zoals vele anti-kernenergieactivisten richtte hij zich steeds meer op alternatieve vormen van energie; hij werkte enige tijd voor de Stichting Zonnewijzer als zonnepanelenmonteur. Ook voerde hij acties tegen de militaire oefeningen in het Lauwersmeergebied. Ondertussen werd hij actief bij de Pacifistisch Socialistische Partij, later GroenLinks. Weer later sympathiseerde hij met de Partij voor de Dieren

## Boer en minimalist
Zijn liefde voor het boerenleven verdween niet. Hij had een moestuin in Groningen en verkreeg een stuk land in Grolloo (Drenthe) dat hij Droomgaard doopte en waar hij biologische landbouw bedreef. De opbrengst at hij zelf, gaf hij weg of verkocht hij in het alternatieve circuit van biologische winkels en kraakpanden. Boer deed in 2002 mee aan een besparingswedstrijd van de gemeente Groningen en won deze met verve. De prijs, enkele zonnepanelen, had hij niet nodig en gaf hij weg aan twee basisscholen. Zijn soberheid behaalde diverse regionale en landelijke media. In 2008 werd hij op de landelijke tv neergezet als de koning van de milieubesparing. Later portretteerde Janine Abbring hem voor RTV-Noord als Natuurtalent. Hij oogstte bewondering en ongeloof met zijn levensstijl. Hij woonde in een goed geïsoleerd huis met zonnepanelen en watervoorziening via hemelwater, had geen tv, koelkast of wasmachine, at veganistisch, weigerde plastic of metalen verpakkingen en hield altijd een lage temperatuur aan in huis. Hij wekte daardoor meer energie op dan hij verbruikte en leverde zo terug aan het energienet. Aan afval produceerde hij niet meer dan 2 vuilniszakken per jaar. Zijn inkomen van 500 euro per maand vond hij voldoende. In een interview met NRC in 2006 zei hij hierover: “Ik groeide op in het Drentse Bovensmilde en zat bij veenarbeiderskinderen in de klas die ’s winters zonder sokken op klompen liepen. Dat mijn ouders zuinig waren, viel mij dus niet op.“

## De Steeg
Nadat hij zijn grote liefde had gevonden, vertrok hij omstreeks 2009 uit Groningen en zette zijn activiteiten rond biologische landbouw voort in De Steeg (Gelderland). De werkzaamheden op het land in Grolloo werden voortgezet, ondanks de grote afstand. Ook werd er de website "Leefbare Wereld" opgezet. In de laatste jaren van zijn leven raakte hij een deel van zijn onbevangenheid en optimisme kwijt. Hij kwam op 74-jarige leeftijd te overlijden. Bij zijn uitvaart op 30 oktober haalde een vriend zijn motto aan: ‘De aarde heeft de mensen niet nodig. Maar de mensen wel de aarde.’